# Pousargues-mongúz
A Pousargues-mongúz (Dologale dybowskii) vagy Dybowski-mongúz az emlősök (Mammalia) osztályába, a ragadozók (Carnivora) rendjébe, a macskaalkatúak (Feliformia) alrendjébe és a mongúzfélék (Herpestidae) családjába tartozó Dologale nembe sorolt egyetlen faj.
A 20. század végéig csupán körülbelül 30, természettudományi múzeumok gyűjteményében lévő példányról ismerték. Legalább tíz évig nem voltak beszámolók a fajról készült felvételekről vagy megfigyelésekről, de mivel hasonlít a törpemongúzokra (Helogale), a feljegyzések ezen hiánya legalább részben hibás meghatározások miatt lehet. Látszólag sosem tartották fogságban; egy csapat, a wroclawi állatkertben tartott mongúzt, amelyeket Pousargues-mongúzoknak gondoltak, később aranyfoltos mongúzokként (Urva auropunctata) azonosítottak.

## Megjelenése
A Pousargues-mongúz a kisebb mongúzok közé tartozik, fej-törzshossza 25-33, farka pedig 16-23 centiméter, tömege 300-400 gramm. Rövid, puha szőrzete a test felső részén barnás színezetű, feje és nyaka sötétebb, majdnem fekete, teste alsó része pedig vörösesszürke; így a törpemongúzokra (Helogale) hasonlít. Pofája nem hosszúra nyúlt, fogképlete I 3/3 - C 1/1 - P 3/3 - M 2/2, összesen tehát 36 foga van.

## Elterjedése, élőhelye
A faj elterjedési területe nem ismert pontosan, de a Közép-afrikai Köztársaság déli, a Kongói Demokratikus Köztársaság északkeleti, valamint Uganda nyugati részén és Dél-Szudánban megtalálták. Ez a terület lehetségesen a korábban ismertnél nyugatabbra is kiterjedhet, egészen a Kongói Köztársaságig.
Néhány 2011-ben és 2012-ben egy kameracsapda által a Közép-afrikai Köztársaságban megfigyelt és rögzített mongúzt előzetesen Pousargues-mongúzokként azonosítottak. 2013-ban az ugandai Semliki Vadrezervátumban, az Albert-tó közelében megfigyeltek egy csapat Dybowski-mongúzt, 2016-ban pedig a Kongói Demokratikus Köztársaságban lévő Garamba Nemzeti Parkban figyeltek meg és fényképeztek le egy egyedet.
A faj láthatóan az Egyenlítőtől északra lévő szavanna-erdő mozaik vékony övébe van zárva. Ismert róla, hogy az Albert-tó sűrűn benőtt partját, valamint a hegyi erdős szavannákat is elfoglalja. A Mbari vízgyűjtő medencében (Közép-afrikai Köztársaság) trópusi nedves szavanna és trópusi alföldi lombhullató erdő mozaikjában figyeltek meg egyedeket, pontosabban pedig egy olyan területen, amit szavannás erdő dominált.

## Életmódja
Ezen állatok életmódja alig ismert. Erős karmaik és inkább puha fogaik arra utalnak, hogy a talajban ásnak táplálék után, és főleg gerincteleneket fogyasztanak.
A Pousargues-mongúz valószínűleg lényegében nappali életmódú és - lehetségesen laza - csoportokban él, esetlegesen pedig termeszvárakat használ éjszakai búvóhelyként. Megfigyeltek egy nyolc egyedből álló csoportot táplálékkeresés közben, és arról számoltak be, hogy általánosan a talajon csaptak le rovarokra, de különböző időpontokban mind a laza talajban ástak, és az ösvény mentén könnyű köveket is felfordítottak. Bár nagyrészt egyedül táplálkoztak, kapcsolatban maradtak egymással egy sor hangadás által, ami más közösségben élő mongúzfajokéra emlékeztet.

## Rendszertani helyzete

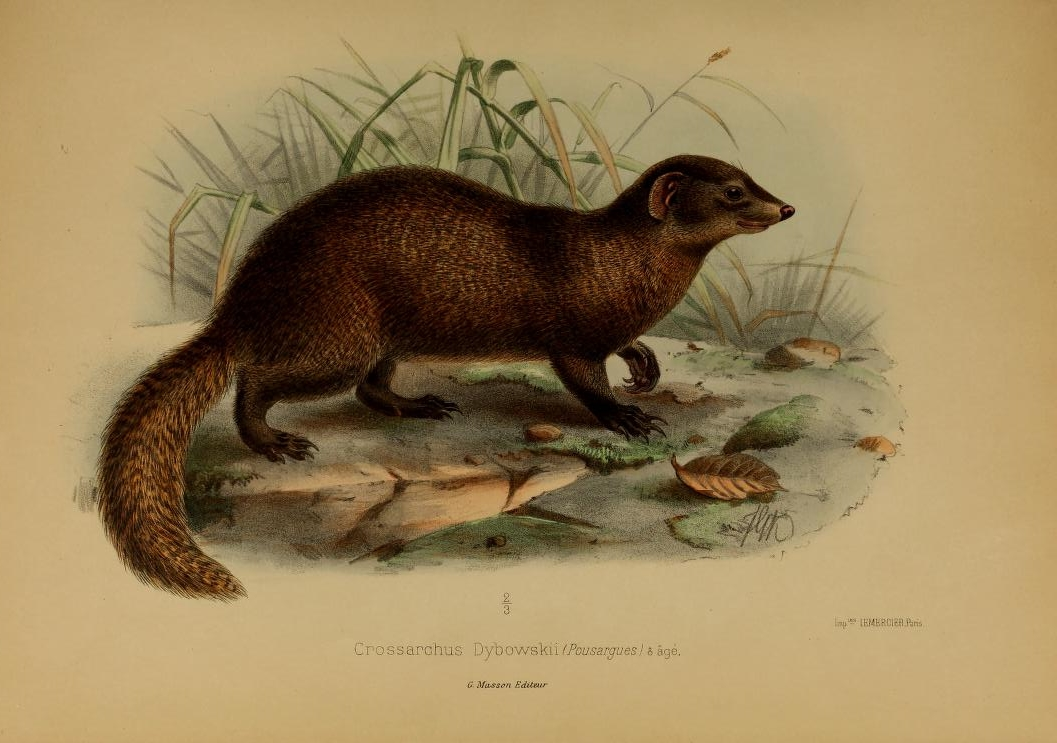
A faj eredeti illusztrációja Pousargues-tól

A Pousargues-mongúzt először Eugène de Pousargues francia zoológus írta le 1893-ban, a Kémo folyó közelében 1892-ben gyűjtött példányokra alapozva. Ezt a hat példányt Jean Dybowski gyűjtötte a jelenlegi Közép-afrikai Köztársaság területén, így az ő tiszteletére nevezték el a fajt, Crossarchus dybowskii néven. A későbbiekben a saját monotipikus nemébe, a Dologale-be sorolták át. A Dél-Szudánból származó példányoknak 1924-ben a Herpestes (Calogale) nigripes, a Kongói Demokratikus Köztársaság északkeleti részéről származóknak pedig a Helogale hirtula robusta nevet adták, ezek jelenleg szinonimáknak számítanak.
A Dybowski-mongúzt a törpemongúzok (Helogale) nemének testvérfajának tartják.

## Természetvédelmi helyzete
A faj csak néhány múzeumi példányról és régi megfigyelésről ismert, és több mint két évtizede nincsenek megerősített jelentések róla, ennek következtében pedig a fenyegetettség mértékéről sem lehet adatokat megadni. A Természetvédelmi Világszövetség (IUCN) emiatt jelenleg adathiányosként (DD) tartja számon.
Egészen a közelmúltig teljesen hihető volt, hogy a Pousargues-mongúzt magas kihalási kockázatúnak lehetne tekinteni, de észrevétlen is maradhatott és valójában gyakoribb is lehet, mint gondolták. A Közép-afrikai Köztársaságból és Ugandából származó közelmúltbeli feljegyzések látszólag a második elméletet támasztják alá, azt sugallva, hogy a megfigyelők által a közönséges törpemongúzzal (Helogale parvula) való múltbeli összetévesztések lehetnek felelősek a feljegyzések látszólagos hiányáért. A folyamatban lévő tanulmányok kétségtelenül meg fogják erősíteni, hogy ez-e a helyzet, de ezalatt a fajt egyelőre továbbra is adathiányosként fogják számontartani. Tekintve, hogy a Dybowski-mongúz ismert elterjedési területébe foglalt élőhelyek viszonylag stabilak, valószínűleg érvényessé fog válni a faj átsorolása nem fenyegetetté (LC), amennyiben a további kutatás ténylegesen megerősíti, hogy a faj nem olyan ritka, ahogyan azt állították.
A fajt potenciálisan érintő jelenlegi fenyegetések ismeretlenek, de a vándorlegeltetés gyors és nagymértékű növekedése a Közép-afrikai Köztársaság keleti, a Kongói Demokratikus Köztársaság északi és Dél-Szudán nyugati részén a jövőben negatív hatással lehet a Pousargues-mongúz populációjára. Nem ismert, hogy húsát használják-e.
A fajt három védett területről jegyezték fel, ezek a Garamba Nemzeti Park (a Kongói Demokratikus Köztársaság északkeleti részén), a Chinko Természetvédelmi Terület (Chinko Project Area, Közép-afrikai Köztársaság) és a Semliki Vadrezervátum (nem összetévesztendő a Semliki Nemzeti Parkkal) Ugandában. A biológiájáról és élőhelyigényeiről való tudás hiánya a tanulmányozás szempontjából kiemelt fontosságú fajjá teszi a Dybowski-mongúzt.

## Fordítás
Ez a szócikk részben vagy egészben  a   Listige Manguste című német Wikipédia-szócikk ezen változatának fordításán alapul.  Az eredeti cikk szerkesztőit annak laptörténete sorolja fel. Ez a jelzés csupán a megfogalmazás eredetét és a szerzői jogokat jelzi, nem szolgál a cikkben szereplő információk forrásmegjelöléseként.